# 허성임
허성임(1976년 10월 5일~)은 대한민국의 탄츠스테이션 강사이자 무용가이다.

## 소속
- Trobleyn/Jan Fabre
- Needcompany

## 학력
- 경기여자고등학교 (졸업)
- 한성대학교 무용학과 (졸업)